# Åby sandbackar
Åby sandbackar är ett naturreservat i Mörbylånga kommun i Kalmar län.
Området är naturskyddat sedan 2009 och är 25 hektar stort. Reservatet består av sandbackar i Åby by i Sandby socken som använts för bete. 